# Dél-Ausztrália zászlaja
Az arany körben, amely a felkelő napot szimbolizálja, feketehátú fuvolázómadár (Gymnorhina tibicen hypoleuca) látható egy eukaliptusz-ágon. A faj Dél-Ausztrália jellegzetes madara.